# Storie (film 2000)
Storie (Code inconnu: Récit incomplet de divers voyages), distribuito anche come Storie - Codice sconosciuto, è un film del 2000 diretto da Michael Haneke.
È stato presentato in concorso al 53º Festival di Cannes.

## Trama
Parigi, fine anni '90. Anne (Juliette Binoche), una giovane attrice, uscendo di casa incontra Jean (Alexandre Hamidi) il fratello minore del suo compagno, Georges (Thierry Neuvic), un fotoreporter spesso in giro per il mondo. Il ragazzo spiega ad Anne che è andato via di casa a causa di un litigio con il padre, il quale lo vorrebbe al lavoro nella fattoria di famiglia, ma alla richiesta di rimanere ospite per un po' di tempo viene liquidato frettolosamente poiché nell'abitazione del fratello non c'è spazio a sufficienza.
Assorto nei suoi problemi, Jean getta distrattamente una cartaccia addosso a una mendicante seduta all'angolo della strada. Mentre la donna (Luminița Gheorghiu) è sorpresa da questo gesto, un passante, Amadou (Ona Lu Yenke), chiede al giovane di scusarsi. La discussione degenera rapidamente in un violento litigio, al punto di causare l'intervento della polizia.
Da questa episodio, si snodano e si intrecciano le vite di diversi personaggi.

## Critica
Il film è liberamente ispirato alla vita dello scrittore e reporter di guerra Oliver Weber. Il titolo originale, che in italiano si può tradurre con "codice sconosciuto", si riferisce alla difficoltà di comunicare, tema che viene trattato non in maniera astratta o filosofica, ma mostrata concretamente in diverse scene; una delle scene più significative del film è forse quella iniziale, in cui una bambina fa segni (LSF) e suoni incomprensibili per lo spettatore, fino a quando non vengono mostrati dei bambini sordi che la osservano e interagiscono con lei.